# Supercoupe de Tunisie de football 2023-2024
La Supercoupe de Tunisie de football 2023-2024 est la 19e édition de la compétition, un match de football disputé par les vainqueurs du championnat de Tunisie et de la coupe de Tunisie.
Le match se joue le 16 février 2025 au stade olympique de Radès entre l'Espérance sportive de Tunis, vainqueur du championnat, et le Stade tunisien, vainqueur de la coupe.
Il est dirigé par l'arbitre international égyptien Mahmoud Nagy.

## Participants
| Équipe         | Qualification                                 | Apparitions (en gras, l'équipe gagnante)                                       |
| -------------- | --------------------------------------------- | ------------------------------------------------------------------------------ |
| ES Tunis       | Vainqueur du championnat de Tunisie 2023-2024 | 10 (1960, 1970, 1979, 1985, 1986, 1993, 2001, 2017-2018, 2018-2019, 2020-2021) |
| Stade tunisien | Vainqueur de la coupe de Tunisie 2023-2024    | 2 (1985, 2001)                                                                 |

## Match
| 16 février 2025 | ES Tunis                  | 2 - 0   | Stade tunisien | Stade olympique de Radès, Radès                                                                          | |
| 15 h            | Mokwana 59e · Belaïli 84e | (0 - 0) |                | Spectateurs : 30 000 Diffuseur : Télévision tunisienne 1 Al-Kass Sports Channel Arbitrage : Mahmoud Nagy | Spectateurs : 30 000 Diffuseur : Télévision tunisienne 1 Al-Kass Sports Channel Arbitrage : Mahmoud Nagy |
| 15 h            | Rapport                   |         |                | Spectateurs : 30 000 Diffuseur : Télévision tunisienne 1 Al-Kass Sports Channel Arbitrage : Mahmoud Nagy | Spectateurs : 30 000 Diffuseur : Télévision tunisienne 1 Al-Kass Sports Channel Arbitrage : Mahmoud Nagy |

| Espérance de Tunis | Stade tunisien |

| GK                   | 1  | Amanallah Memmiche      |  |     |
| DF                   | 2  | Mohamed Ben Ali         |  | 68e |
| DF                   | 6  | Hamza Jelassi           |  |     |
| MF                   | 8  | Houssem Tka             |  | 87e |
| FW                   | 11 | Youcef Belaïli          |  |     |
| DF                   | 15 | Mohamed Tougaï          |  |     |
| FW                   | 19 | Achref Jabri            |  | 71e |
| DF                   | 20 | Mohamed Amine Ben Hmida |  |     |
| MF                   | 21 | Abdramane Konaté        |  | 70e |
| FW                   | 24 | Elias Mokwana           |  |     |
| MF                   | 27 | Khalil Guenichi         |  | 88e |
| Remplaçants :        |    |                         |  |     |
| DF                   | 3  | Koussay Smiri           |  | 71e |
| MF                   | 10 | Yan Sasse               |  | 70e |
| MF                   | 14 | Onuche Ogbelu           |  |     |
| DF                   | 22 | Ayman Ben Mohamed       |  |     |
| MF                   | 23 | Larry Azouni            |  | 88e |
| DF                   | 25 | Elyas Bouzaiene         |  | 68e |
| GK                   | 26 | Mohamed Sedki Debchi    |  |     |
| FW                   | 30 | Koussay Maacha          |  |     |
| MF                   | 31 | Chiheb Jebali           |  | 87e |
| Sélectionneur :      |    |                         |  |     |
| Laurențiu Reghecampf |    |                         |  |     |

| DF              | 5  | Adem Arous          |  |     |
| FW              | 11 | Bilel Mejri         |  | 63e |
| DF              | 13 | Nidhal Laifi        |  |     |
| DF              | 15 | Ousmane Ouattara    |  |     |
| GK              | 16 | Atef Dkhili         |  |     |
| FW              | 20 | Rayan Smaali        |  | 80e |
| MF              | 21 | Yusuf Touré         |  |     |
| FW              | 22 | Youssef Saafi       |  |     |
| MF              | 25 | Bonheur Mugisha     |  | 64e |
| DF              | 27 | Hedi Khalfa         |  | 75e |
| FW              | 29 | Nacef Atoui         |  | 64e |
| Remplaçants :   |    |                     |  |     |
| GK              | 1  | Mehdi Ben Mrad      |  |     |
| DF              | 2  | Ibrahima Djite      |  |     |
| MF              | 4  | Amath Ndaw          |  | 64e |
| DF              | 7  | Wael Ouerghemmi     |  | 75e |
| FW              | 10 | Sajed Ferchichi     |  | 80e |
| FW              | 14 | Sadok Kadida        |  | 64e |
| DF              | 26 | Mohamed Iyadh Riahi |  |     |
| FW              | 30 | Khalil Ayari        |  | 63e |
| DF              | 31 | Klousseh Agbozo     |  |     |
| Sélectionneur : |    |                     |  |     |
| Maher Kanzari   |    |                     |  |     |

| Assistants : Mahmoud Abourrijel Ahmed Tawfik Teleb Quatrième arbitre : Haythem Kossai Arbitre vidéo : Mahmoud Ashour Assistant arbitre vidéo : Faycel Bannani |